# 海女 (臺灣)
海女，是指在臺灣沿海近岸地區，以無裝備的潛水方式，採集海中水產維生的文化。因為海岸漁村男性多乘坐漁船出海捕魚，女性除了輔助漁業與家務以外，為貼補家用則會在沿海近岸採集水產，但也有男性參與其中。

## 歷史
海女文化是台灣本土文化的一環，已有上千年歷史。尤其在東海岸，在當地的生活習俗中，兩性在漁業的社會分工上，男生用竹筏出外海捕魚，女生則多為海女。當時海女文化是在無水肺潛水等裝備下，倚靠一口氣的空氣量，潛入海中三到五公尺深的海水中，採捕海中生物維生的文化，海女從小就在海岸邊跑跑跳跳就可以練平衡感跟觀察力，從十多歲時就開始學習游泳與潛水到海中採捕，資深的海女有五十年以上的海女經驗，母系社會的環境下加上年齡階層制度的滋養下，甚至使他們得以發展處出海女的組織，由年長的海女技藝傳承給年輕的海女。
臺灣日治時期由日本傳來潛水採補龍蝦、石花菜、珍珠與珊瑚等技術流傳至今，當時的海女由基隆水產株式會社發放「石花菜採取證」才能下海採捕海物。
在日本、韓國等地區有專屬職業海女，在台灣的海女文化則以副業較常見。

## 工具
海女文化使用簡易裝備潛水，包括面罩、蛙鏡、手套，木柄尖尾槌、蚵刀，收集用的畚箕，採補網或塑膠桶，防滑草編鞋或膠鞋，以前的海女在冬天需要忍耐酷寒潛水，現在海女可以加穿防寒背心潛水來禦寒。

## 水產種類
石花菜、海帶、笠螺、八角螺、藤壺、海蜈蚣、九孔、螃蟹、龍蝦、鮑魚、章魚與海膽等生物。
在東北角的石花菜全年可見，但盛產季在每年的農曆三到六月底的期間採補，平均每年約可收穫新台幣十萬元左右，是沿海地區主要收入之一。國曆8到10月採集頭髮菜，10到11月時期採集紫菜。

## 地區
台灣北海岸、基隆、東北角、東海岸，尤其宜蘭、花蓮、台東，以及澎湖縣七美、蘭嶼等地。